# Заруддя (Вишгородський район)
Зару́ддя — село в Україні, у Іванківській селищній громаді Вишгородського району Київської області. День села 22 листопада. Село належить до 4-ї зони посиленого радіоекологічного контролю.

## Географія
Заруддя розташовано в західній частині Київської області на межі з Житомирською, у північній частині України — у Поліссі.
Село знаходиться біля лісу на лівому березі річки Ірша, притоки річки Тетерів. Найближча залізнична станція Тетерів знаходиться за 15 км від села. Біля села пролягає міжнародний автошлях М07 (Київ — Ковель — державний кордон з Польщею на прикордонному переході «Ягодин»).
Сусідні населені пункти:

## Клімат
Клімат у Зарудді вологий континентальний. Відносна вологість повітря в середньому за рік становить 79 %, найменша вона у травні (69 %), найбільша — у грудні (89 %).
Найменша хмарність спостерігається в серпні, найбільша — у грудні. Найбільша швидкість вітру — взимку, найменша — влітку. У січні вона в середньому становить 4,3 м/с, у липні — 3,2 м/с.
Найвища середня температура спостерігається в липні — близько 19,1 °С; найхолодніший місяць року — січень, з середньою температурою -5.7 °C. Варіація середньої температури за рік становить близько 24.8 °C. Середньорічна температура становить 7,6 °С.
Кількість опадів є значною, навіть під час найсухішого місяця. У середньому за рік у випадає 626 мм атмосферних опадів. Найменша кількість опадів випадає у березні — близько 32 мм. Найбільше у липні — близько 92 мм. Варіація опадів між найбільш сухим і вологим місяцями становить 60 мм. За рік тут випадає в середньому 626 мм опадів.
| Клімат Заруддя            | Клімат Заруддя | Клімат Заруддя | Клімат Заруддя | Клімат Заруддя | Клімат Заруддя | Клімат Заруддя | Клімат Заруддя | Клімат Заруддя | Клімат Заруддя | Клімат Заруддя | Клімат Заруддя | Клімат Заруддя | Клімат Заруддя |
| Показник                  | Січ.           | Лют.           | Бер.           | Квіт.          | Трав.          | Черв.          | Лип.           | Серп.          | Вер.           | Жовт.          | Лист.          | Груд.          | Рік            |
| Середній максимум, °C     | −2,7           | −1,2           | 3,9            | 13,4           | 20,3           | 23,5           | 24,5           | 23,9           | 19,0           | 12,0           | 4,6            | 0,0            | 11,8           |
| Середня температура, °C   | −5,7           | −4,4           | 0,3            | 8,6            | 14,8           | 18,1           | 19,1           | 18,4           | 13,9           | 7,9            | 2,0            | −2,4           | 7,6            |
| Середній мінімум, °C      | −8,7           | −7,6           | −3,3           | 3,8            | 9,3            | 12,7           | 13,8           | 12,9           | 8,8            | 3,9            | −0,5           | −4,8           | 3,4            |
| Норма опадів, мм          | 39             | 34             | 32             | 47             | 54             | 80             | 92             | 68             | 52             | 38             | 46             | 44             | 626            |
| ------------------------- | -------------- | -------------- | -------------- | -------------- | -------------- | -------------- | -------------- | -------------- | -------------- | -------------- | -------------- | -------------- | -------------- |
| Джерело: Climate-Data.org |                |                |                |                |                |                |                |                |                |                |                |                |                |

## Історія

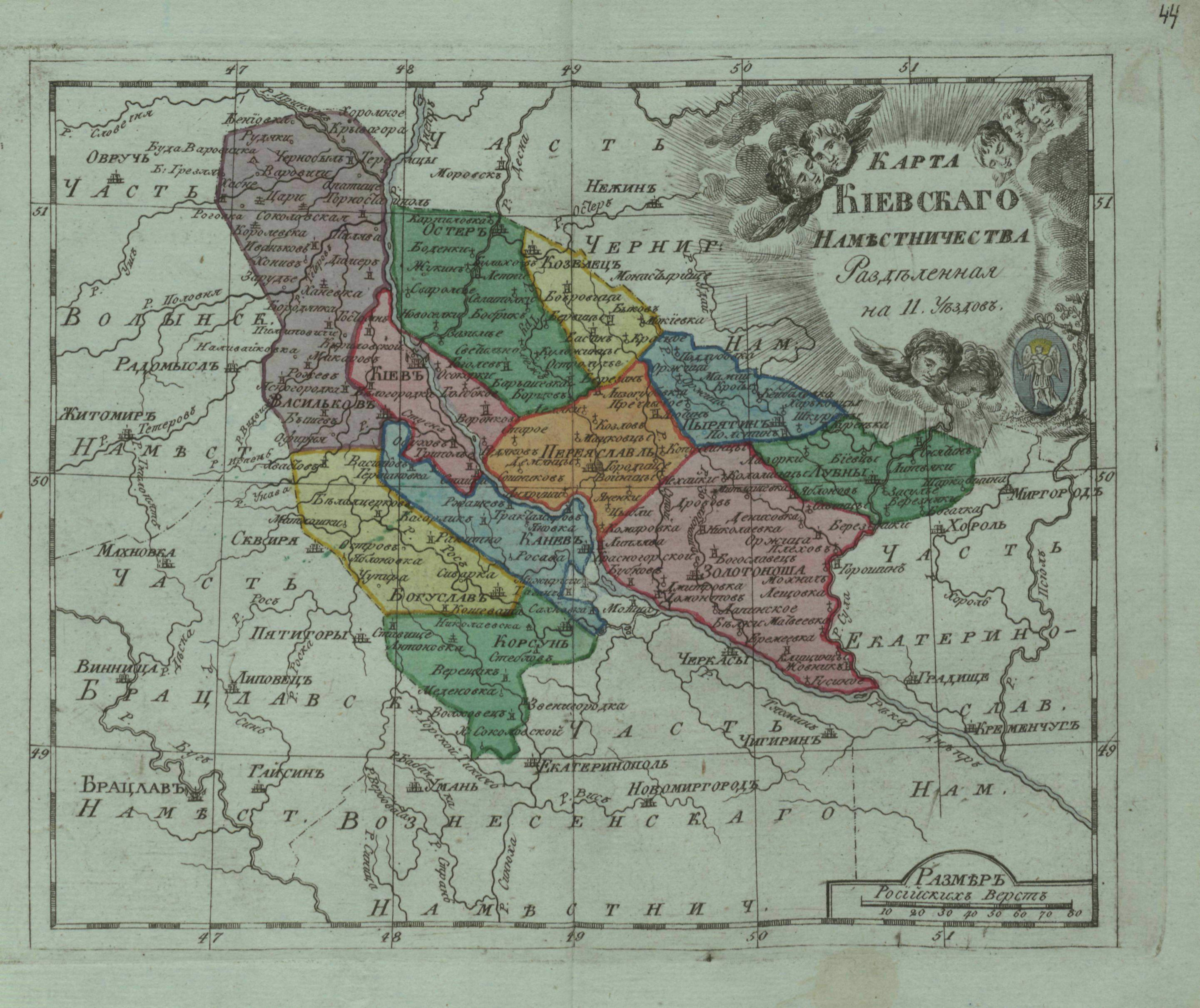
Заруддя на Малоформатному атласі Російської імперії (1796). Мапа Київського намістництва (мапа 44).

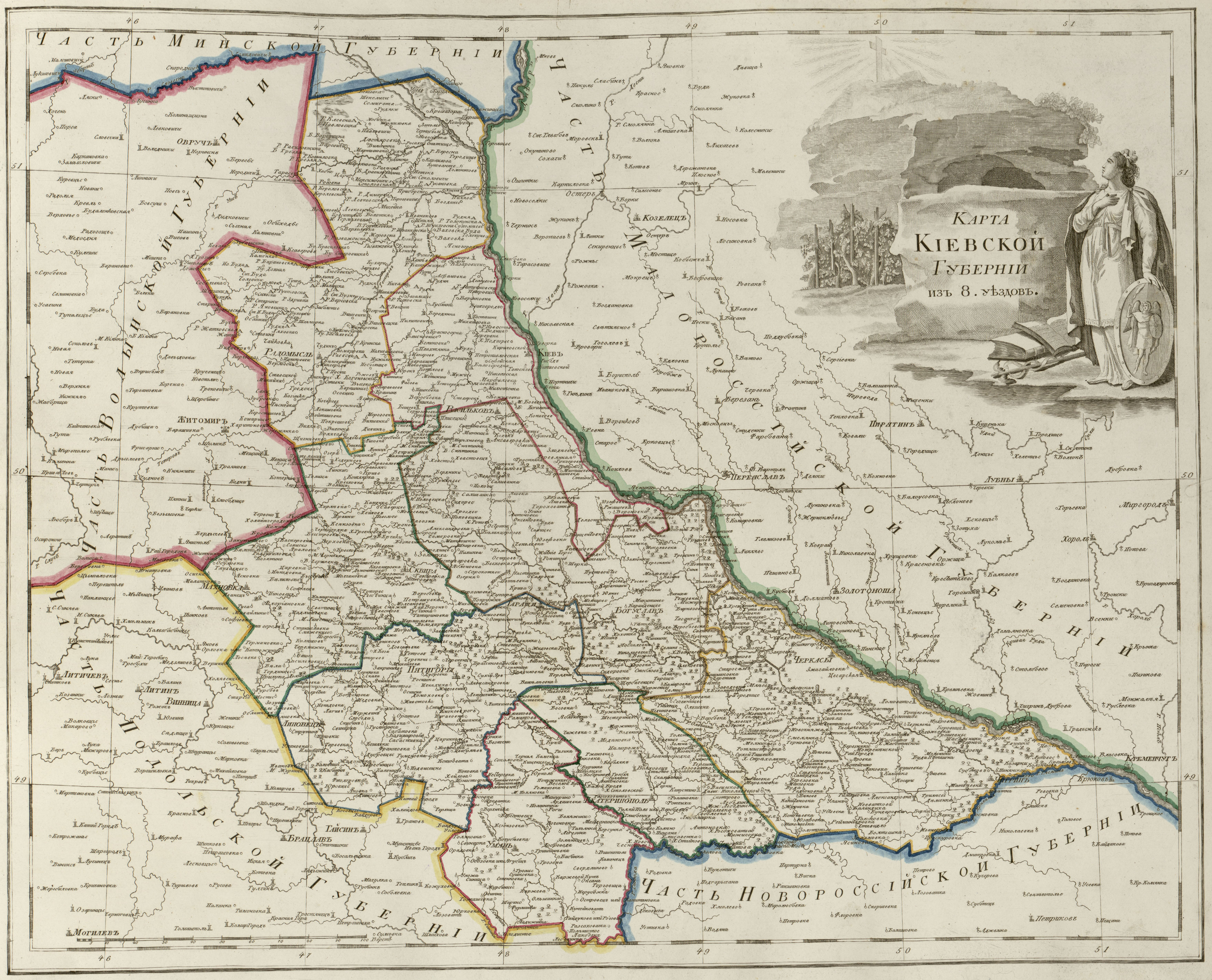
Заруддя на Атласі Російської імперії. 1800 рік. Аркуш 39.

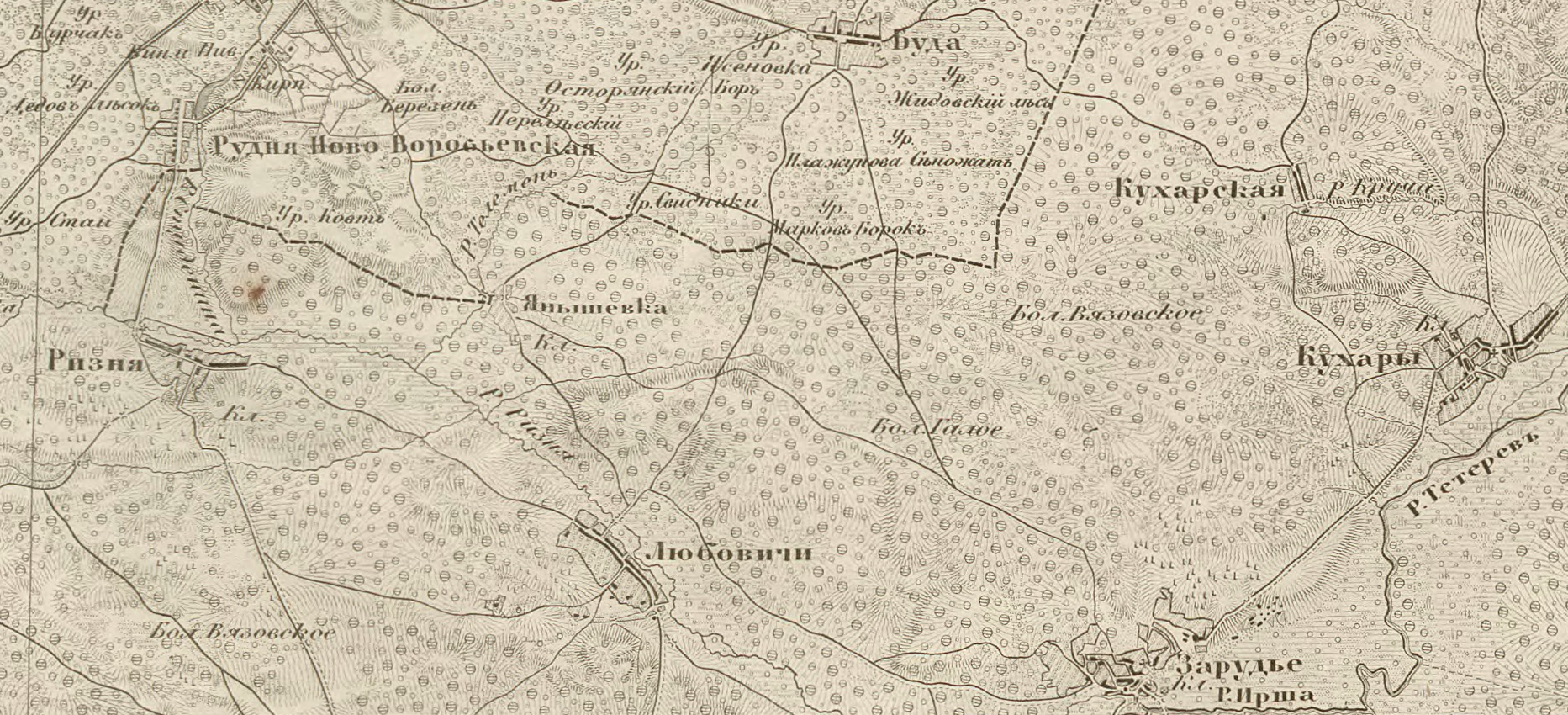
Заруддя на російській військово-топографічній мапі Київської губернії, 1868 рік

Перші документальні згадки про село Заруддя датуються 1711 роком.
У першій половині XIX сторіччя при селі діяла фаянсова фабрика.
На початку 1917 році відбулися революційні заворушення, під час яких була спалено маєток поміщика.
7 (20) листопада 1917 року, відповідно до Третього Універсалу Української Центральної Ради, увійшло до складу Української Народної Республіки.
Село спочатку відносилось до Розважівського району, утворений у 1923 році в складі Київської округи. 21 січня 1959 року, після ліквідації Розважівського району, село увійшло до складу Іванківського району, та після ліквідації Іванківського району внаслідок адміністративно-територіальной реформи, село увійшло до складу Вишгородського району.
У 1928 році були створені перші ТСОЗИ: «Нове життя» (голова Тарасенко С. М.); «МЮД» (голова Опанасенко Митрофан), «Більшовик» (голова Севрук Микола), «Червоний колос» (голова Науменко Микита), які в 1933 році об'єднались у два колгоспи. На час заснування було 270 дворів колгоспників, 480 членів колгоспу, 50 пар коней, до 100 голів молодняка. В селі великих землеволодінь у куркулів не було, було лише 5 орендарів млина, які протягом 2-х років розорились, і 12 чол. твердоздатчиків, які розкуркулювались владою.

### Голодомор 1932-1933рр.
За спогадами ветеранів села, які пережили голод, а їх в Зарудді нині мешкає 36 осіб, вдалося встановити поіменно лише 5 осіб, які померли від голоду, хоча цифри втрат були значно більшими.
У 1993 році за ініціативою жителя с. Кірове (нині Калинове) Заруддянської сільської ради, очевидця трагедії Зарицького Л. І. (помер у 2001 р.) встановлено пам'ятний знак у вигляді каменя з надписом: «Жертвам Голодомору».
Мартиролог жителів с. Заруддя — жертв Голодомору 1932—1933 років укладений за свідченнями очевидця Гніденко М. М., 1928 р.н., записаними у 2007 р. Гунько Л. М., секретарем сільської ради:
1. Даниленко Надія Петрівна
2. Даниленко Петро Харитонович
3. Копчиннський Юлій
4. Копчинська Язя
5. Пархоменко Олександр Іванович

Мешканці села зазнали репресій від радянської влади під час Великого терору. Достеменно відомо про чотирьох мешканців села Заруддя, котрі були репресовані та розстріляні. Це:
1. Антонюк Андрій Дем'янович, 1896 р.н, с. Краївщина Володарсько-Волинського району Житомирської області, українець, освіта початкова. Проживав у с. Заруддя Іванківського району, робітник у Малинському лісництві. Трійкою при УНКВС по Київській області 22 грудня 1937 року засуджений до розстрілу. Вирок виконано 28 грудня 1938 року. Місце поховання невідомо. Реабілітований у 1961 році.
2. Бачинський Микола Войцехович, 1899 р.н, с. Смолдирів Баранівського району Житомирської області, поляк, малописьменний. Проживав у с. Заруддя, робітник Бородянського лісництва. Трійкою при УНКВС по Київській області 30 вересня 1938 року засуджений до розстрілу. Вирок виконано 4 жовтня 1938 року. Місце поховання невідомо. Реабілітований у 1989 році.
3. Бачинський Петро Іванович, 1901 р.н, с. Середня Баранівського району Житомирської області, поляк, освіта початкова. Проживав у с. Заруддя Іванківського району, робітник Бородянського лісництва. Трійкою при УНКВС по Київській області 27 вересня 1938 року засуджений до розстрілу. Вирок виконано 29 вересня 1938 року. Місце поховання невідомо. Реабілітований у 1961 році.
4. Беккер Вільгельм Андрійович, 1897 р.н, с. Батрацьке Піщанського району Вінницької області, німець, освіта початкова. Проживав у с. Заруддя Іванківського району, лісоруб в ліспромгоспі. Комісією при НКВС СРСР і Прокуратурі СРСР 29 листопада 1937 року засуджений до розстрілу. Вирок виконано 9 грудня 1937 року. Місце поховання невідомо. Реабілітований у 1963 році.

### Радянсько-німецька війна
Деякий час в селах Заруддя і Тетерівське діяли бойові групи, якими керував вчитель села Підгайне Іван Васильович Сергієнко. Також у селі діяло комуністичне підпілля на чолі з Романом Даниленком. У навколишніх лісах діяло «Київське партизанське з'єднання ім. Хрущова» Івана Хитриченка. Одні мешканці села пішли в червоні партизани, інші допомагали. Німці ж застосовували каральні акції проти мирних мешканців у відповідь на будь-яку диверсію, підривну діяльність чи просто збір розвідувальних даних червоними партизанами а також допомогу їм з боку місцевих мешканців. Каральні акції передбачали як розстріл певної кількості заручників та освіб, на яких впала підозра, так і знищення усього населеного пункту.
На станції Тетерів червоними партизанами був захоплений склад з боєприпасами. Озброївшись, червоні партизани з боями рушили в бік села Раски. Німці переслідували червоних партизан.
Так на світанку 19 травня 1943 року німецькі війська, у відповідь на дії червоних партизан, оточили село з усіх боків і спалили, за різними даними, від 465 до 475 житлових будинків села Заруддя Розважівського району (тепер Іванківського району), загинуло, за різними даними, від 50 до 56 мешканців.
Мешканців зігнали до центру села. За свідченням очевидців, до німецького офіцера, який керував розправою, підійшов священик на прізвище Білосорочка й почав цілувати хрест, переконуючи його, що люди загинуть цілком безневинно. Чи ті слова вплинули на німців, чи щось інше, але людей відпустили. Село ж згоріло, залишилась одна малесенька хатина, яка й понині стоїть, як пам'ятник тим страшним подіям. Зарудці переховувалися в лісах, у землянках, аж до приходу радянської влади 7 листопада 1943 року.

### Повоєнні роки
У повоєнні роки Заруддя відносилося до колгоспу «Перемога» с. Кухарі. У 1989 році колгосп «Перемога» було реорганізовано. Від нього відокремилося господарство з центром у Зарудді, яке отримало назву КСП «Нове життя» (нині СВК «Нове життя»).
24 листопада 1990 року утворено Зарудянську сільську раду з центром у селі Заруддя. Київська обласна рада рішенням від 9 квітня 2009 року внесла в адміністративно-територіальний устрій області наступні зміни: у Іванківському районі уточнила назву Зарудянської сільради на Заруддянську.
12 червня 2020 року, відповідно до розпорядження Кабінету Міністрів України № 715-р «Про визначення адміністративних центрів та затвердження територій територіальних громад Київської області», увійшло до складу Іванківської селищної територіальної громади.
19 липня 2020 року, в результаті адміністративно-територіальної реформи та ліквідації Іванківського району, село увійшло до складу новоутвореного Вишгородського району.
З кінця лютого до 1 квітня 2022 року село було окуповане російськими військами.

## Населення
Згідно з архівними матеріалами (Список поселень Київської округи за 1926 рік) в селі Заруддя нараховувалось 442 двори, жителів було 1979 осіб.
Станом на 2001 рік, населення села налічувало 419 осіб.
| 1926   | 2001  |
| ------ | ----- |
| ↗ 1979 | ↘ 419 |

Розподіл населення за рідною мовою (2001).
| українська | російська |
| ---------- | --------- |
| 98.57 %    | 1.43 %    |

## Інфраструктура
- Фельдшерський пункт[17]
- Храм на честь Архістратига Михаїла, Поліського благочиння УПЦ МП, ієр. Василь Полунін[18].
- МП «Фортуна».